# Frederico Flexa
Frederico Fernando Kuntzle Flexa (ur. 12 stycznia 1964 w Rio de Janeiro) – brazylijski judoka. Olimpijczyk. Trzykrotny olimpijczyk. Zajął jedenaste miejsce w Los Angeles 1984 i Seulu 1988, siedemnasty w Atlancie 1996. Walczył w wadze ciężkiej.
Uczestnik mistrzostw świata w 1985, 1987 i 1995. Startował w Pucharze Świata w 1989, 1991, 1992 i 1996. Wicemistrz igrzysk panamerykańskich w 1983 i 1987; trzeci w 1991. Zdobył cztery medale na mistrzostwach panamerykańskich w latach 1984 - 1988. 

## Letnie Igrzyska Olimpijskie 1984
| Konkurencja | Eliminacje                        | Klas. końcowa |
| Konkurencja | Przeciwnik I                      | Miejsce       |
| ----------- | --------------------------------- | ------------- |
| +95 kg      | Alexander von der Groeben (FRG) P | 11.           |

## Letnie Igrzyska Olimpijskie 1988
| Konkurencja | Eliminacje                  | Eliminacje           | Eliminacje                 | Klas. końcowa |
| Konkurencja | Przeciwnik I                | Przeciwnik II        | 1/4                        | Miejsce       |
| ----------- | --------------------------- | -------------------- | -------------------------- | ------------- |
| +95 kg      | Abderrahim Lahcinia (MAR) Z | Elvis Gordon (GBR) Z | Grigorij Wiericzew (URS) P | 11.           |

## Letnie Igrzyska Olimpijskie 1996
| Konkurencja | Eliminacje            | Eliminacje                 | Klas. końcowa |
| Konkurencja | Przeciwnik I          | Przeciwnik II              | Miejsce       |
| ----------- | --------------------- | -------------------------- | ------------- |
| +95 kg      | Pitak Kampita (THA) Z | Siergiej Kosorotow (RUS) P | 17.           |